# Kash(...)
Kash (...)  (também indicado como: Kasch...amani) 30º rei da Dinastia Napata do Reino de Cuxe, acredita-se que tenha reinado na primeira metade do século III a.C. 

## Evidências
A única evidencia sobre o rei Kash (...) é uma placa fragmentária impressa em uma folha de ouro (com o comprimento de cerca de 7 cm) pertencente originalmente a um caixão de madeira, que foi descoberto no Templo A em Kawa.  A placa provavelmente incluía o nome de Sá-Ré do rei, que é apenas parcialmente legível, e o epíteto Mry-'lmn. Este tipo de nome sugere que o período de governo deste monarca completamente desconhecido deveria ser entre Aktisanes e Sabrakamani. As tentativas que foram feitas para atribuir um local de sepultamento para Kash (...) não são apoiadas por qualquer evidência Hintze afirma que foi sepultado em Jebel Barcal (Bar.) 7,  Hofmann afirma que seria uma rainha que estaria sepultada em Bar. 8,  já Török afirma que sua sepultura seria em Bar. 15.  